# Aleš Ocepek
Aleš Ocepek, slovenski agronom in politik, * 7. julij 1959.
Bil je direktor Arboretuma Volčji potok.
Med letoma 1992 in 1997 je bil član Državnega sveta Republike Slovenije.